# Зуев, Дмитрий Арсентьевич
Дмитрий Арсентьевич Зуев(1918, Змиевской уезд, Харьковская губерния — 1995)  — советский хозяйственный, государственный и политический деятель, Герой Социалистического Труда.

## Биография
Родился в 1918 году в селе Андреевка. Член КПСС с 1944 года.
Участник Великой Отечественной войны, помощник командира огневого взвода, затем старшина 5-й миномётной батареи 146-го гвардейского армейского миномётного полка 14-й гвардейской кавалерийской Мозырской Краснознамённой ордена Суворова дивизии 7-го гвардейского кавалерийского корпуса. С 1947 года — на хозяйственной, общественной и политической работе. В 1947—1980 гг. — ученик штамповщика, штамповщик, мастер Харьковского завода транспортного машиностроения имени В. А. Малышева Министерства оборонной промышленности СССР.
Указом Президиума Верховного Совета СССР от 8 сентября 1975 года присвоено звание Героя Социалистического Труда с вручением ордена Ленина и золотой медали «Серп и Молот».
Умер в Харькове в 1995 году.